# Ranunculus psychrophilus
Ranunculus psychrophilus är en ranunkelväxtart som beskrevs av Hugh Algernon Weddell. Ranunculus psychrophilus ingår i släktet ranunkler, och familjen ranunkelväxter. Inga underarter finns listade i Catalogue of Life.